# 白圩镇
白圩镇，是中华人民共和国广西壮族自治区南宁市上林县下辖的一个乡镇级行政单位。

## 行政区划
白圩镇下辖以下地区：
繁荣社区、覃排社区、高长村、覃黄村、朝韦村、蓬寨村、龙宝村、文岭村、长岭村、长岗村、狮螺村、陆永村、石塘村、玉峰村、爱长村、登山村、赵坐村、龙楼村和大浪村。